# Кваліа

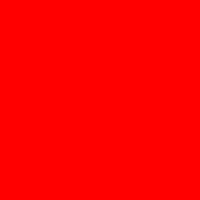
«Червоність» — класичний приклад кваліа

«Кваліа»  (від лат. qualia (мн.) — властивості, якості, quale (одн.) — якого роду або якого сорту) — термін, що використовується у філософії, переважно в англомовній аналітичній філософії свідомості, для позначення сенсорних, чуттєвих явищ будь-якого роду. Був введений американським філософом Кларенсом Ірвінгом Льюїсом у 1929 році.
Кваліа — це «незвичайний термін для позначення найзвичайнішої для нас речі: того, як речі виглядають для нас». Вони можуть бути визначені як якості або відчуття, наприклад, почервоніння або біль, і розглядаються окремо від їх впливу на поведінку, а також від будь-яких фізичних умов, які могли їх викликати. У більш точних філософських термінах, кваліа — це властивості чуттєвого досвіду.

## Історія і поширеність терміну
Слово набуває сучасного значення на початку XX століття в роботах К. І. Льюїса, який розглянув його окремо від властивостей об'єкта. Важливість кваліа в філософії свідомості пов'язана передусім з тим, що поняття часто представляється як фундаментальна проблема для фізикалізму. Найбільші суперечки точаться щодо його існування, але і з'ясовується проблема точного визначення терміну, оскільки різні філософи доводять або заперечують наявність тих чи інших властивостей у кваліа. Поширенне невизначене означення кваліа — «сенсорні, чутливі явища» робить його спірним. Прихильників існування кваліа називають кваліафілами, а скептиків — кваліафобами.

## Означення

### Загальне означення
Існує багато визначень кваліа, і вони змінювалися з часом. Найпростішим та найширшим означенням кваліа є наступне: «яка вона» властивість ментальних станів. Те, як ти її відчуваєш, коли переживаєш такі ментальні стани як біль, коли бачиш червоний колір, відчуваєш аромат троянди і т.д.  [Архівовано 8 Травня 2011 у Wayback Machine.].
Льюїс у своїй книжці «Свідомість і порядок світу» (1929) був першим, хто використав термін «кваліа» в його загальноприйнятому сучасному сенсі.
|  | Існують якісні характеристики сприйманого, які ми розрізняємо та які повторюються в різних актах сприйняття, і тому вони є одним з типів універсалій; я називаю їх «кваліа». Але хоча ці кваліа є універсаліями, в тому сенсі, що вони впізнавані в кожному наступному акті сприйняття, їх слід відрізняти від властивостей об'єктів. Змішування цих двох речей було властиво багатьом концепціям в минулому, так само як і сучасним теоріям про сутність. Кваліа сприймається безпосередньо інтуїтивно. |

Френк Джексон (1982) пізніше визначив кваліа як «певні якості в першу чергу тілесних відчуттів, але так само і певних актів сприйняття, в які абсолютно не входить фізична інформація».
За таких широких визначень, як наведені вище, нема сумніву, що кваліа існують  [Архівовано 10 Серпня 2015 у Wayback Machine.]. Але такі широкі визначення роблять важчим обговорення точної природи кваліа, їх взаємодії зі свідомістю та навколишнім світом. Деякі філософи спробували дати точніше і, можливо, вужче визначення кваліа, описуючи речі, існування яких є більш невизначеним.

### Вужчі визначення
Деніел Денет ідентифікує чотири властивості, які зазвичай приписують кваліа. Вони є:
1. невимовними: це означає, що вони не можуть бути передані в повідомлення і не можуть бути осягнені будь-яким іншим чином, окрім прямого переживання;
2. властивими: це означає, що вони є властивостями, які не пов'язані з відносинами, і вони не змінюються від взаємозв'язку переживання з іншими об'єктами;
3. приватними: це означає, що будь-які міжособні порівняння кваліа теоретично неможливі;
4. прямо і безпосередньо сприймаються свідомістю: це означає, що переживати кваліа автоматично означає знання про те, що ти переживаєш кваліа, а знати кваліа означає переживати його.

Якщо кваліа такого роду існують, то людина з нормальним зором, яка бачить червоний колір, не зможе описати переживання цього сприйняття таким чином, щоб слухач, який ніколи не бачив цього кольору, міг би впізнати все, що можна знати про це переживання. Хоча можна провести аналогію, наприклад: «червоне виглядає як гаряче», або надати опис умов, за яких відбувається це переживання, на зразок: «цей колір, який ви бачите, коли світло з довжиною хвилі 700 нм спрямований на вас», прихильники цього визначення кваліа стверджують, що такий опис не передає повне відображення переживання.
Інший спосіб визначення кваліа — це «сирі відчуття». Сире відчуття — це сприйняття в собі і саме по собі, що розглядається повністю ізольовано від будь-якого ефекту, яке може чинити вплив на поведінку та поведінкові установки. Навпаки, «приготовані відчуття» — це ті сприйняття, які виявляють своє існування в залежності від своїх ефектів.
Згідно з тезою, висунутою Саулом Кріпке в книжці «Рівність та необхідність» (1971), одним важливим наслідком із заяви є, що така річ, як сирі відчуття, може бути предметом осмисленого обговорення — тобто, що кваліа існують, а це веде до логічної можливості існування двох істот, які поводять себе однаково, попри те, що одна з них абсолютно не має кваліа. Хоча далеко не всі стверджують, що така істота як філософський зомбі, насправді існує, а але сама лише гіпотетична можливість її існування є достатньою, щоб відкинути фізикалізм. Ті, хто сумнівається в існуванні кваліа, неминуче повинні поставити під сумнів й існування філософських зомбі.
Давня суфійська метафора про каву виражає цю концепцію: «Той, хто відчуває смак, знає, а хто не відчуває — не знає».
Джон Серль відкинув уявлення про те, що проблема кваліа відрізняється від проблеми самої свідомості, стверджуючи, що свідомість і кваліа — це той же феномен.

## Аргументи на користь існування кваліа
Оскільки за визначенням важко або неможливо передати кваліа вербально, то важко продемонструвати їх безпосередньо в міркуванні, потрібний тонший підхід. Аргументи на користь кваліа зазвичай мають форму уявних експериментів, спрямованих на те, щоб привести до висновку, що кваліа існують.

### Аргумент про кажана
Хоча в ній не згадується слово кваліа, стаття Томаса Нагеля «Як воно, бути кажаном?» (What is it Like to Be a bat [Архівовано 16 Жовтня 2011 у Wayback Machine.]) часто цитується в дискусіях навколо кваліа. Нагель стверджує, що свідомість має сутнісно суб'єктивний характер, а саме аспект «як це». Він стверджує, що «будь-який організм має свідомі ментальні стани, і якщо тільки і є щось, що є буттям цього організму — то щось подібне „для“ цього організму». Нагель також припускає, що суб'єктивний аспект свідомості ніколи не зможе бути прийнятий до уваги у використанні об'єктивних методів редукціоналістської науки. Він заявляє, що «якщо ми визнаємо, що фізична теорія свідомості повинна пояснювати суб'єктивний характер сприйняття, ми повинні визнати, що жодна з існуючих концепцій сьогодні не дає нам жодного натяку про те, як це може бути зроблено». Крім того, він стверджує, що «здається малоймовірним, що будь-яка фізична теорія свідомості може розглядатися до того, як з'являться нові ідеї про основну проблему об'єктивного і суб'єктивного».

### Аргумент про інвертований спектр

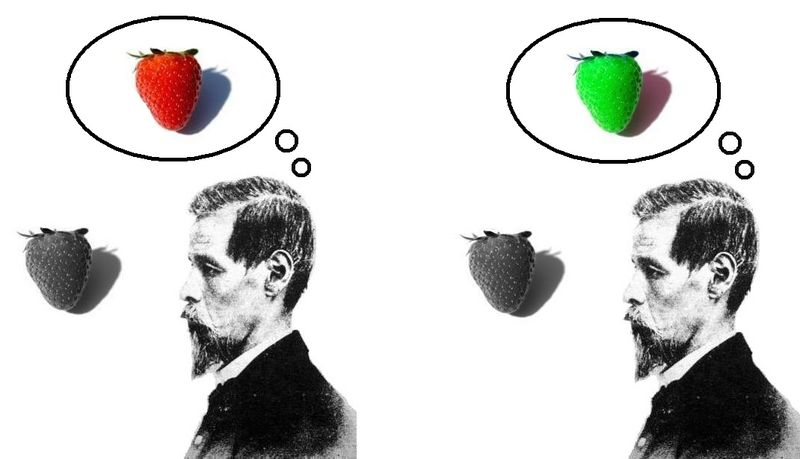
Інвертовані кваліа

Уявний експеримент з інвертованим спектром пропонує нам уявити, що ми одного ранку прокинулися і виявили, що з якоїсь невідомої причини всі кольори у світі інвертувались. Крім того, ми виявили, що ніяких фізичних змін в нашому мозку або в тілі, які могли б пояснити цей феномен, не відбулося. Прихильники існування кваліа стверджують, що, оскільки ми можемо представити цю ситуацію без суперечностей, з цього випливає, що ми уявляємо собі зміну якості, яка визначає те, як речі виглядають для нас, але яка не має фізичної підстави. Детальніше:
1. Метафізична ідентичність спирається на необхідність.
2. Якщо можливо, що якесь твердження помилкове, то воно не потрібне.
3. Цілком можна уявити, що кваліа можуть мати різне відношення до фізичних станів мозку.
4. І якщо це можна уявити, то це можливо.
5. Оскільки кваліа можуть мати різне відношення до фізичних станів мозку, вони не можуть бути ідентичні фізичним станам мозку (виходячи з пункту 1).
6. Отже, кваліа не є фізичними.

Таким чином, цей доказ показує, що якщо ми визнаємо можливість інвертованого спектру, ми повинні визнати, що кваліа існують (і не є фізичними). Деякі філософи вважають абсурдним те, що диванні міркування можуть довести існування чого-небудь, і детальний доказ містить безліч припущень про умоосяжності і можливості, які відкриті для критики. Наприклад, можливо, що для будь-якого даного стану мозку не можливо створювати що-небудь інше, ніж дану кваліа в нашому всесвіті.
Ідея про те, що інвертований спектр не буде помітний на практиці, також відкрита критиці з наукових позицій.
Звичайно можливо, але це не можна довести, що ситуація насправді така, як пропонує експеримент з інвертованим спектром. Якщо те, що бачить одна людина як червоний колір, інший бачить як те, що перший бачить зеленим, але при цьому друга людина називає це червоним, то ніхто не помітить цієї різниці, за винятком такого випадку, коли один з них отримає доступ до свідомості іншого, що, зрозуміло, неможливо.

### Аргумент «Філософський зомбі»
Є ще один доказ такого ж роду, який стверджує, що можна уявити, що можливі фізичні дублікати людей, так звані «зомбі», без будь-яких кваліа взагалі. Ця ідея також може бути піддана критиці на тему змішування уявлення і можливості.

### Аргумент про пояснювальний розрив
Стаття Джозефа Левіна «Уявлення, ідентичність і пояснювальний розрив» починається саме там, де припиняється критика аргументів, пов'язаних з уявленням, таких як аргумент про інвертований спектр і аргумент про філософського зомбі. Левін погоджується з тим, що уявлення — хитка основа для засобу встановлення метафізичної реальності, але вказує на те, що, навіть якщо ми дійдемо висновку, що кваліа є нефізичними, вони все одно подають «пояснювальну» проблему. 
|  | Хоча я вважаю, що ця матеріалістична відповідь врешті-решт правильна, але її недостатньо, щоб назавжди упокоїти проблему зв'язку душі і тіла. Навіть якщо міркування про уявлення не доводять, що свідомість насправді окрема від тіла, або що ментальні якості метафізично не можуть бути виведені з фізичних якостей, все ж вони демонструють, що нам не вистачає пояснень ментального в термінах фізичного. |

Проте, така епістемологічна або пояснювальна проблема може вказувати на те, що в її основі лежить метафізична проблема: нефізичність кваліа, хоча і не доведена за допомогою міркувань про уявлення, все ж і не може бути виключена.
|  | Врешті-решт ми опиняємося саме там, де ми почали. Аргумент про пояснювальний розрив не демонструє розрив в природі, а розрив у нашому розумінні природи. І поки у нас є контраргументи, щоб сумніватися в останньому, то нам треба шукати пояснення першого десь в іншому місці. |

### Аргумент про знання
Френк Джексон у статті «Епіфеноменальні кваліа» (1982) пропонує те, що сам називає «доводом про знання» для кваліа. Один із прикладів звучить наступним чином:
|  | Мері - вчений, що вивчає кольори, і знає всі фізичні факти про колір, включаючи всі фізичні факти про переживання кольору іншими людьми, починаючи з поведінки, яку конкретний колір може викликати, і аж до конкретних наслідків нейрологічних реакцій, які реєструються при сприйнятті кольору. Однак вона з народження була закрита в кімнаті, пофарбованій лише в чорно-білі кольори, і могла спостерігати навколишній світ тільки через чорно-білий монітор. Коли їй дозволять покинути кімнату, слід визнати, що вона дізнається щось нове про червоний колір вперше, коли побачить його, - в першу чергу, те, як це бачити колір. |

Цей уявний експеримент має дві мети. По-перше, він покликаний показати, що кваліа існують. Якщо ми згодні з цим уявним експериментом, то ми повинні визнати, що Мері здобуває щось, залишаючи кімнату, що вона набуває знання про певну річ, яку вона не мала раніше. Це знання, стверджує Джексон, є знання тієї кваліа, яка відповідає переживанню червоного кольору, і отже, звідси можна зробити висновок, що кваліа - це реальні якості, оскільки є різниця між людиною, яка має доступ до певних кваліа, і яка не має.
Друга мета цього міркування - відкинути фізикалістське уявлення про розум. А саме, аргумент про знання є атакою на фізікалістську заяву про повноту фізичної істини. 
Виклик, який кидає аргумент про знання фізикалізму, полягає в наступному:
1. До свого звільнення Мері мала всю фізичну інформацію про переживання кольору людьми.
2. Після свого звільнення Мері дізналася щось про переживання кольору іншими людьми.
 Отже,
3. До свого звільнення Мері не володіла всією інформацією про колірні переживаннях людей, хоча вона і мала всю фізичну інформацію.
 Отже,
4. Є істини про колірні переживаннях інших людей, які не є фізичними.
 Отже,
5. Фізикалізм хибний.

Зрештою Джексон стверджує, що кваліа є епіфеноменами, що не мають причинної дії на фізичний світ. Джексон не дає позитивних доказів цього твердження, скоріше, він утверджує його, тому що воно захищає кваліа від класичної проблеми дуалізму. Нашим природним припущенням є те, що кваліа повинні мати причинну дію на фізичний світ, але тоді ми можемо замислитися над питанням, як ми можемо взагалі знати про їхнє існування, якщо вони не впливають на наш мозок. Якщо кваліа мають нефізичні властивості (так повинно бути відповідно до аргументу проти фізикалізму), то тоді незрозуміло, як вони можуть робити який-небудь вплив на фізичний світ. Називаючи кваліа епіфеноменом, Джексон прагне захистити їх від вимоги мати причинну роль.

## Критики кваліа

### Деніел Денет
У своїх роботах «Пояснення свідомості» (1991) і «Неявно рекурсивне визначення кваліа» (1988) Деніел Денет пропонує аргумент проти кваліа з метою, щоб показати, що наведене вище визначення не витримує критики, якщо спробувати застосувати його на практиці. У серії уявних експериментів, які він назвав «інтуїтивним насосом», він розглядає кваліа в галузі нейрохірургії, клінічної психології та психологічного експерименту. Його доказ прагне продемонструвати, що якщо концепція кваліа поміщається в такі рамки, то вона виявляється марною в ситуації, коли треба відповісти на конкретне запитання, чи що питання, створені введенням поняття кваліа, не мають відповідей саме через специфічні якості, притаманні кваліа за визначенням.
У вдосконаленій Денетом версії уявного експерименту з інвертованим спектром, названим «альтернативна нейрохірургія», ви знову прокидаєтеся, і виявляється, що ваші кваліа інвертовані — трава стала червоною, небо — помаранчевим. Виходячи з опису оригінального експерименту, ви негайно повинні виявити, що сталося щось неправильне. Денет стверджує, що неможливо знати, чи справді «диявольські нейрохірурги» інвертувати ваші кваліа (шляхом перемикання вашого оптичного нерва) або вони просто інвертували зв'язок з вашими спогадами про минулі кваліа. Оскільки обидві операції дадуть один і той же результат, у вас не буде ніякої можливості визначити самотужки, яка з операцій насправді була проведена, і внаслідок цього ви опинитеся в дивній позиції незнання того, чи справді була проведена зміна кваліа, що «сприймаються миттєво».
Доказ Денета ґрунтується на такому центральному запереченні. Для того, щоб кваліа були серйозно прийняті як компонент досвіду — щоб вони мали сенс як окрема концепція — повинно бути можливим показати, що:
a) є можливість знати, що зміна відбулася саме в кваліа, а не в чому-небудь іншому;
або що
b) між станом зі зміненими кваліа і станом з незміненими кваліа існує різниця.
Денет прагне показати, що ми не можемо виконати вимогу (а) ні шляхом інтроспекції, ні шляхом уявних експериментів, і що саме визначення поняття «кваліа» підриває можливість задоволення вимоги (b).
Денет також заперечує у відповідь на уявний експеримент Кімната Мері. Він стверджує, що Мері не дізнається нічого нового, якщо вона вийде зі своєї чорно-білої кімнати, щоб побачити червоний колір. Денет стверджує, що якщо Мері дійсно знає абсолютно все про колір, це знання буде включати глибоке розуміння того, як і чому людська неврологія викликає у нас кваліа кольору. Таким чином, Мері вже буде знати, чого очікувати від бачення кольору до того, як вона покине кімнату. Денет стверджує, що неясний момент в цьому експерименті полягає в тому, що вважається, що Мері не просто знає про колір, але й знає усі фізичні факти про нього. А це буде настільки великим знанням, що воно перевищить все, що ми можемо собі уявити, і змінить наше інтуїтивне сприйняття.
Якщо Мері дійсно знає про фізику переживання кольору все, що тільки можна знати, це означає її фактичне всевідання. Тому вона буде здатна розрахувати свою власну реакцію і встановити, яке насправді бачення кольору.
Деннет вважає, що багатьом людям буде важко це зрозуміти, тому він наводить приклад з РобоМері, щоб краще проілюструвати, як це буде для Мері мати настільки велике знання фізики роботи мозку і кольорового зору. РобоМері — це інтелектуальний робот, на камери-очі якого накладено програмне обмеження, що дозволяє їй сприймати тільки чорний колір, білий колір та відтінки сірого.
РобоМері може досліджувати комп'ютерні мізки подібних собі роботів, які не мають обмежень на кольоровий зір, коли вони дивляться на червоний томат. Вона бачить, як саме вони реагують, і які саме імпульси виникають. РобоМері може також сконструювати модель свого власного мозку, відключити в цій моделі обмеження на кольоровий зір і, використовуючи знання про інших роботів, досліджувати, як саме ця модель її самої реагує на сприйняття червоного томату. РобоМері за своєю природою владна над усіма своїми внутрішніми станами, за винятком обмеження на сприйняття кольору. Таким чином, ніколи не бачивши червоного помідора через свої камери, вона буде точно знати, як це: бачити червоний помідор.
Денет використовує цей приклад, щоб показати нам, що всезнання фізики робить внутрішній стан Мері настільки ж ясним, як у робота чи комп'ютера, і вона може безпосередньо з'ясувати, яким буде для неї це відчуття: бачити червоний колір.
Можливо, що нездатність Мері дізнатися, що таке сприйняття червоного кольору, є просто проблемою мови або проблемою нашої нездатності описувати переживання. Раса інопланетян з іншим методом комунікації або опису цілком може бути здатна навчити свою версію Мері того, що таке відчуття червоного кольору. Можливо, причиною того є виключно людська нездатність описувати переживання від першої особи з позиції третьої особи. Денет припускає, що такий опис може бути можливим навіть англійською мовою. Він пропонує простішу версію уявного експерименту з Мері, щоб показати, як це може бути зроблено. Що, якби Мері була б в кімнаті без трикутників, і все так організовано, що вона ніколи не робила і не бачила трикутників? Опису всього з декількох слів англійською мовою може бути достатньо, щоб вона могла уявити собі трикутник: вона змогла б без проблем безпосередньо візуалізувати трикутник у своїй голові. Подібним чином, припускає Денет, абстрактно логічно можливо, що кваліа того, як це бачити червоний колір, може бути зрештою описана англійською мовою за допомогою мільйонів або мільярдів слів.

### Пол Черчленд
Мері можна розглядати як здичавілу дитину. Здичавілі діти страждають від виняткової ізоляції в дитинстві. Технічно кажучи, коли Мері покине кімнату, у неї не буде здатності бачити або знати, що таке колір. Мозок повинен вчитися і розвинути здатність бачити колір. Певні патерни повинні виникнути в області V4 зоровому відділі кори головного мозку. Ці патерни формуються під впливом сприйняття різних довжин хвиль світла. Це навчання має відбутися на ранніх стадіях розвитку мозку. У випадку Мері ідентифікація та категоризація кольору буде відбуватися тільки у формах чорного і білого.

### Девід Льюїс
Девід Льюїс наводить аргумент, який вводить нову гіпотезу про типи знання і способи його передачі у випадку кваліа. Льюїс погоджується з тим, що Мері не може дізнатися, який є червоний колір за допомогою своїх монохроматичних фізікалістських досліджень. Але він припускає, що це не має значення. Навчання передає інформацію, але переживання кваліа не передає інформацію; замість цього воно передає здібності. Коли Мері бачить червоний колір, вона не отримує ніякої нової інформації. Вона отримує нові здібності — вона тепер може пам'ятати, який червоний колір, уявляти собі інші червоні речі і розпізнавати інші приклади червоного кольору. Льюїс стверджує, що уявний експеримент Джексона використовує «гіпотезу феноменологічної інформації». Льюїс пропонує іншу «гіпотезу про здібності», яка розділяє два типи знань: знання, які є інформацією (що-знання, know-that), і знання, які є здібностями (як-знання, know-how). Зазвичай обидва типи пов'язані: звичайне навчання також є досвідом для відповідного суб'єкта, і люди одночасно отримують інформацію (наприклад, про те, що Фрейд був психологом) і здатність (здатність розпізнавати зображення Фрейда). Однак у випадку даного уявного експерименту Мері під час звичайного навчання вона може отримати тільки знання у вигляді інформації. Вона не може використовувати досвід, щоб набути знання-здібності, які дозволили б їй пам'ятати, представляти і розпізнавати червоний колір.
Ми виходимо з припущення, що Мері була позбавлена деяких критично важливих даних, необхідних для переживання червоного кольору. Також несуперечливим видається те, що деякі речі не можуть бути вивчені всередині кімнати. Наприклад, ми не очікуємо від Мері, що вона навчиться кататися на лижах всередині кімнати. Льюїс підкреслює, що інформація і здібності — це принципово різні речі. У цьому випадку фізикалізм виявляється знову в гармонії з тим твердженням, що Мері отримує нові знання. Ця ідея також корисна при розгляді інших прикладів з кваліа, «бути кажаном» — це здатність, так що це як-знання.

### Марвін Мінскі
Ветеран досліджень штучного інтелекту Марвін Мінскі вважає, що проблема кваліа є по суті проблемою складності, або точніше плутанини складності та простоти.
|  | А тепер філософ-дуаліст може поскаржитися: «Ви описали, як поранення впливає на ваш розум, але ви все ще не можете описати, як ви відчуваєте поранення». Це, як я стверджую, велика помилка, яка полягає в спробі визначити «відчуття» як незалежний об'єкт, сутність якого невимовна. Мені здається, що почуття — це не якісь незрозумілі окремі явища. Це і є саме ті пізнавальні зміни, які визначають що таке «поранення». І вони включають в себе і всі ці незграбні спроби висловити і з'єднати ці зміни. Ця велика помилка походить від пошуку простої, єдиної «суті» поранення, замість усвідомлення того, що під цим словом ми називаємо складний перерозподіл наших ресурсів . |

## Перспективи наукового дослідження
Вілайянур Рамачандран і Вільям Хірштейн запропонували 3 закони кваліа (пізніше додавши до них четвертий), або «функціональних критерія, які повинні виконуватися, щоб певні нервові явища були асоційовані з кваліа» філософами свідомості: 
|  | 1. Кваліа незмінні і безсумнівні. Ви не можете сказати: «Може бути, це червоне, але я можу візуалізувати це як зелене, якщо я захочу». Явно виражене нервове уявлення червоного кольору створюється і незмінним автоматичним чином повідомляється вищим нервовим центрам. 2. Коли створено таке уявлення, з ним можна робити що завгодно. У вас величезний вибір, наприклад, якщо у вас є сприйняття яблука, ви можете використовувати його для того, щоб спокусити Адама, щоб зберегти здоров'я, приготувати пиріг або просто з'їсти. Попри те, що уявлення формуються за вхідними даними однозначно і автоматично, на виході результати можуть бути абсолютно довільними. Це, однак, хибно для спинномозкового умовного рефлексу, де результати на виході так само однозначні і автоматичні. Насправді у паралітика з розривом спинного мозку можуть бути ерекція і еякуляція без переживання оргазму. 3. Короткострокова пам'ять. Вхідні дані незмінним чином створюють уявлення, яке перебуває в короткостроковій пам'яті — достатньо довго, щоб вистачило часу вибрати відповідну поведінку. Без цього компоненту ви отримуєте тільки рефлекторну дугу. 4. Увага. Кваліа і увага пов'язані. Необхідна увага, щоб задовольнити умову номер два: щоб вибирати. Дослідження нервових зв'язків, залучених до формування уваги, таким чином, проллє світло на природу кваліа.. |

## Інші проблеми

### Недетермінованість
Можна застосувати критику, подібну критиці Кантівської «речі в собі» з боку Ніцше, до проблеми кваліа: кваліа не спостерігаються в інших і мають некількісну природу всередині нас. Ми не можемо бути навіть впевнені, обговорюючи якісь конкретні кваліа, що ми обговорюємо ті самі феномени. Таким чином, цінність будь-якого обговорення кваліа неясна, оскільки точність описів кваліа зовсім неможливо визначити. Кваліа можуть бути зіставлені з «речами в собі» в тому сенсі, що вони не мають властивостей, які можуть бути продемонстровані суспільству; це, крім неможливості бути впевненим, що ми говоримо про одні і ті ж кваліа, не дозволяє визначити цінність кваліа в будь-якій філософії, яка покладається на доказ за допомогою строгих визначень. З іншого боку, кваліа можуть розглядатися як кантівські феномени.

### Кваліа й причинність
Точка зору, відома як епіфеноменалізм стверджує, що свідомість лежить за межами фізичного світу, і не має над ним ніякої причинної сили, часто вважається малоймовірною  або повністю неймовірною , тільки тому, що наша власна свідомість виглядає причинно активною. Для того, щоб уникнути епіфеноменалізму, той, хто вважає кваліа нефізичними, повинен приймати щось на зразок дуалізму з взаємодіями або, можливо, емерджизму - тобто твердження про те, що існують поки ще невідомі способи взаємодії між фізичним і психічним. Це, в свою чергу означає, що кваліа можуть бути виявлені зовнішнім спостерігачем за їхнім причинно-наслідковим впливом.

### Спростовуваності
Наукова критика ідеї кваліа може вказати на те, що твердження про існування кваліа не може бути доведено або спростовано за допомогою експериментальних свідчень, а отже, твердження про їхнє існування не є «науковою» гіпотезою, оскільки, відповідно до філософії науки Карла Попера, гіпотеза чи теорія є науковою тільки тоді, коли для неї існує можливість спростування. Крім того, як показує міркування про філософського зомбі, кваліа не можуть вважатися такими, що можна описати в емпіричних термінах, а наука прагне виключно до опису об'єктів і подій, які емпірично описові, або які демонстрованим чином пов'язані з емпірично описовими речами.
Однак, це робить кваліа тільки науково неприпустимими; це не робить їх філософськи неприпустимими або просто неіснуючими. Прихильник існування кваліа може просто заперечити, що нездатність науки описати кваліа цілком очікувана, оскільки кваліа нефізічні.